# Primula nanocapitata
Primula nanocapitata är en viveväxtart som beskrevs av Isaac Bayley Balfour, Amp; W.W. Sm., S.K. Basak och G.G. Maiti. Primula nanocapitata ingår i släktet vivor, och familjen viveväxter. Inga underarter finns listade i Catalogue of Life.